# ماريان فيدا
ماريان فيدا (بالسلوفاكية: Marián Vajda) مواليد 24 مارس 1965 في بوفاجسكا بيستريتسا، تشيكوسلوفاكيا، هو لاعب كرة مضرب سلوفاكي سابق بدأ مسيرته كمحترف سنة 1984 وكان يلعب باليد اليمنى، اعتزل اللعب في 1994. أعلى تصنيف له في الفردي كان المركز الـ 34 في سنة 1987. سبق أن شارك في دورة الألعاب الأولمبية الصيفية.

## النهائيات

### الفردي (الألقاب 2, الوصافة 2)
| الحصيلة | الرقم | التاريخ        | الدورة                             | الأرضية | المنافس في النهائي  | النتيجة في النهائي |
| ------- | ----- | -------------- | ---------------------------------- | ------- | ------------------- | ------------------ |
| الوصافة | 1.    | 4 مايو 1987    | بطولة ميونخ للتنس، ألمانيا الغربية | ترابية  | غييرمو بيريز رولدان | 3–6, 6–7           |
| الفوز   | 1.    | 10 أغسطس 1987  | براغ، تشيكوسلوفاكيا                | ترابية  | توماس سميد          | 6–1, 6–3           |
| الفوز   | 2.    | 19 سبتمبر 1988 | بطولة جنيف المفتوحة، سويسرا        | ترابية  | كنت كارلسون         | 6–4, 6–4           |
| الوصافة | 2.    | 19 يونيو 1989  | باري، إيطاليا                      | ترابية  | خوان أغيليرا        | 6–4, 3–6, 4–6      |

## روابط خارجية
- ماريان فيدا على موقع رابطة محترفي التنس (الإنجليزية)
- ماريان فيدا على موقع الاتحاد الدولي لكرة المضرب (الإنجليزية)
- ماريان فيدا على موقع كأس ديفيز (الإنجليزية)
- ماريان فيدا على موقع خلاصة التنس.كوم (الإنجليزية)
- ماريان فيدا على موقع اللجنة الأولمبية الدولية (الإنجليزية)
- ماريان فيدا على موقع أوليمبيديا (الإنجليزية)
- ماريان فيدا على موقع اللجنة الأولمبية التشيكية (التشيكية)
- ماريان فيدا على موقع اللجنة الأولمبية السلوفاكية (السلوفاكية)